# Династия ранних Ле

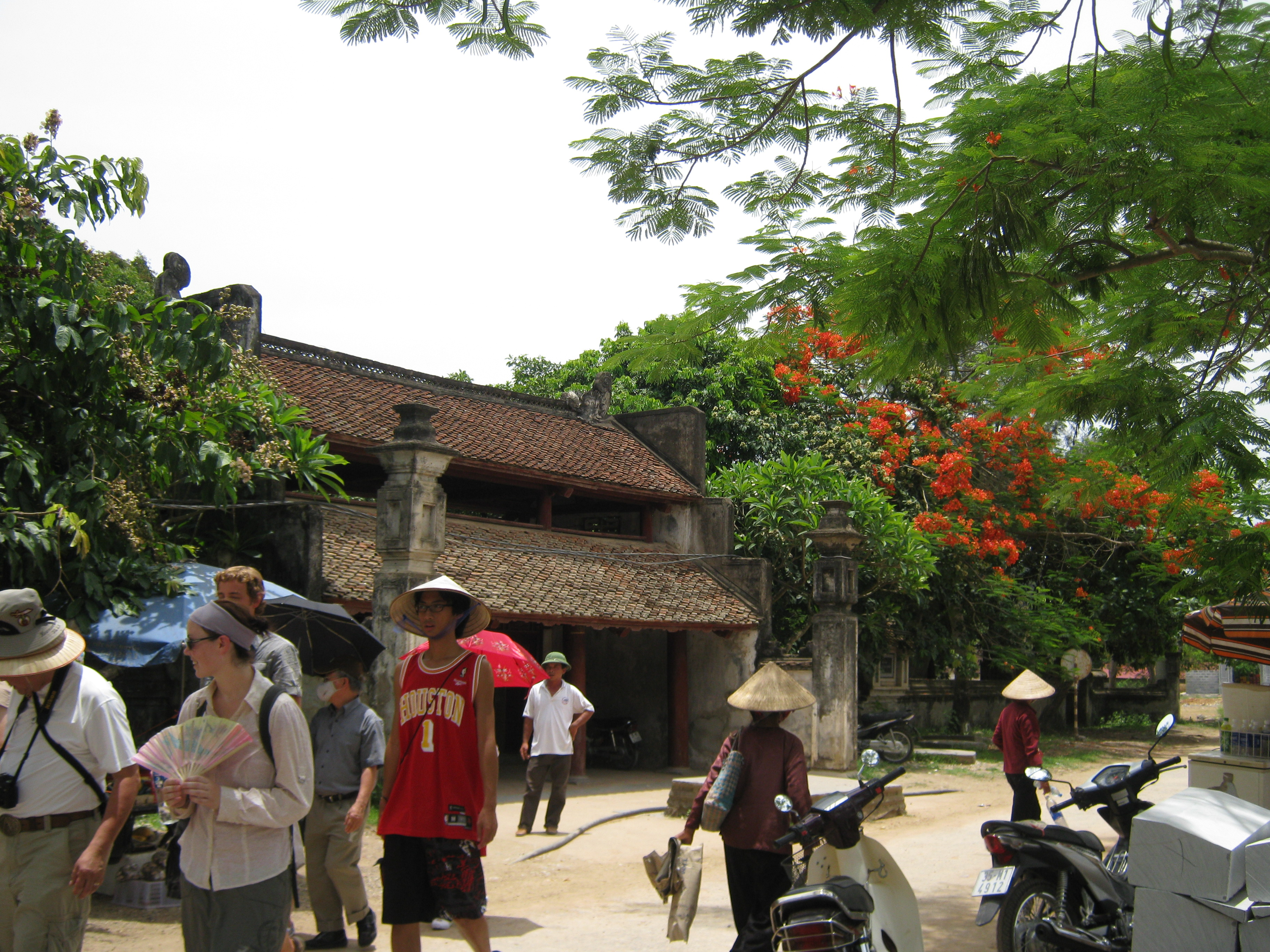
Храм Ле Дай-ханя в бывшей столице Хоалы

Династия ранних Ле (вьет. Nhà Tiền Lê, тьы-ном 家前黎, ɲâː tjə̂n le) — одна из вьетнамских династий, правившая с 980 по 1009 годы. Её предшественником была династия Динь, а за ней следовала Ли. Правление продолжалось три поколения, а наиболее значимым событием в нём стало полное изгнание империи Сун из страны.

## Ле Дай-хань
Ле Хоан (вьет. Lê Hoàn) (940—1005). Когда стало известно, что империя Сун угрожает Дайковьету посажением на трон своего наследника, императрица Зыонг Ван Нга (вьет. Dương Vân Nga) передала управление страной Ле Дай-ханю (940—1005). Дай-хань провозгласил себя императором Ле Дай-хань хоанг-де (вьет. Lê Đại Hành Hoàng Đế) в 980 году. Вместе с армией под командованием генерала Фам Кы Лыонга (вьет. Phạm Cự Lượng) император сразился с надвигающейся сунской армией. Одна из победных битв произошла у реки Батьданг (вьет. Bạch Đằng). После победы Ле Дай-хань отправил послов с подарками для того, чтобы в процессе переговоров установить мир.
При Ле Дай-хане, в 990 году, началась экспансия на юг, в Тямпу. Те Донг и Те Кай, два последовательно царствовавших короля Тямпы, согласились стать вассалами Вьетнама.
Ле Дай Хань совершил ту же ошибку, что и его предшественник, Динь Тьен-хоанг-де (вьет. Đinh Tiên Hoàng): в завещании он передал власть не старшему сыну по имени Ле Нган Тить (вьет. Lê Ngân Tích), а одному из младших, Ле Лонг Вьету (вьет. Lê Long Việt). Ле Дай-хань умер в возрасте 65 лет (в 1005 году) после 25 лет правления.

## Ле Чунг-тонг (Ле Лонг Вьет)
Правление Ле Чунг-тонга (вьет. Lê Trung Tông) было очень кратким, так как его убили наёмники братьев Ле Нган Титя, Ле Лонг Киня и Ле Лонг Диня. После убийства, братья перессорились, Ле Нган Титю отрубили голову за попытку бегства из страны, Ле Лонг Кинь исчез, а Ле Лонг Динь провозгласил себя императором.

## Ле Нгоа-чьеу
Ле Лонг Динь (Нгоа-чьеу) (вьет. Lê Long Đĩnh) был одним из самых жестоких правителей Вьетнама. Он наслаждался пытками и убийствами случайно выбранных людей, на пирах разделывал живых кошек и показывал головы собравшимся. Кроме того, у Нгоа-чьеу был геморрой, который заставил его давать аудиенции лёжа. За это за ним закрепилось прозвище Ле Нгоа-чьеу (вьет. Lê Ngọa Triều, «правящий лёжа»). Приверженец декадентского образа жизни и садист Нгоа-чьеу потерял авторитет при дворе, при нём остался лишь Ли Конг Уан, придворный советник.

## Возвышение Ли (1009)
Династия Ле под конец вызвала ненависть народа Вьетнама. После смерти Нгоа-чьеу был организован заговор, в результате которого на трон взошёл основатель династии Ли Ли Конг Уан, взявший тронное имя Ли Тхай-то.